# Vanderbylia ungulata
Vanderbylia ungulata är en svampart som beskrevs av D.A. Reid 1973. Vanderbylia ungulata ingår i släktet Vanderbylia och familjen Polyporaceae.   Inga underarter finns listade i Catalogue of Life.